# Lasius paralienus
Lasius paralienus (лат.) — вид муравьёв рода Lasius из подсемейства Formicinae (семейства Formicidae).

## Распространение
Встречаются в Западной, Центральной и Южной Европе, на Кавказе, в Крыму и Турции.

## Описание
Мелкие муравьи (рабочие менее 5 мм). Окраска тела буровато-чёрная с густым серебристым опушением. Скапус и задние голени без многочисленных отстоящих волосков. Усики самок и рабочих 12-члениковые, у самцов состоят из 13 сегментов. Жвалы трёхугольные с 5—7 зубчиками на жевательном крае. Нижнечелюстные щупики состоят из 6 члеников, а нижнегубные — из 4. Стебелёк между грудью и брюшком одночлениковый (петиоль) с вертикальной чешуйкой.

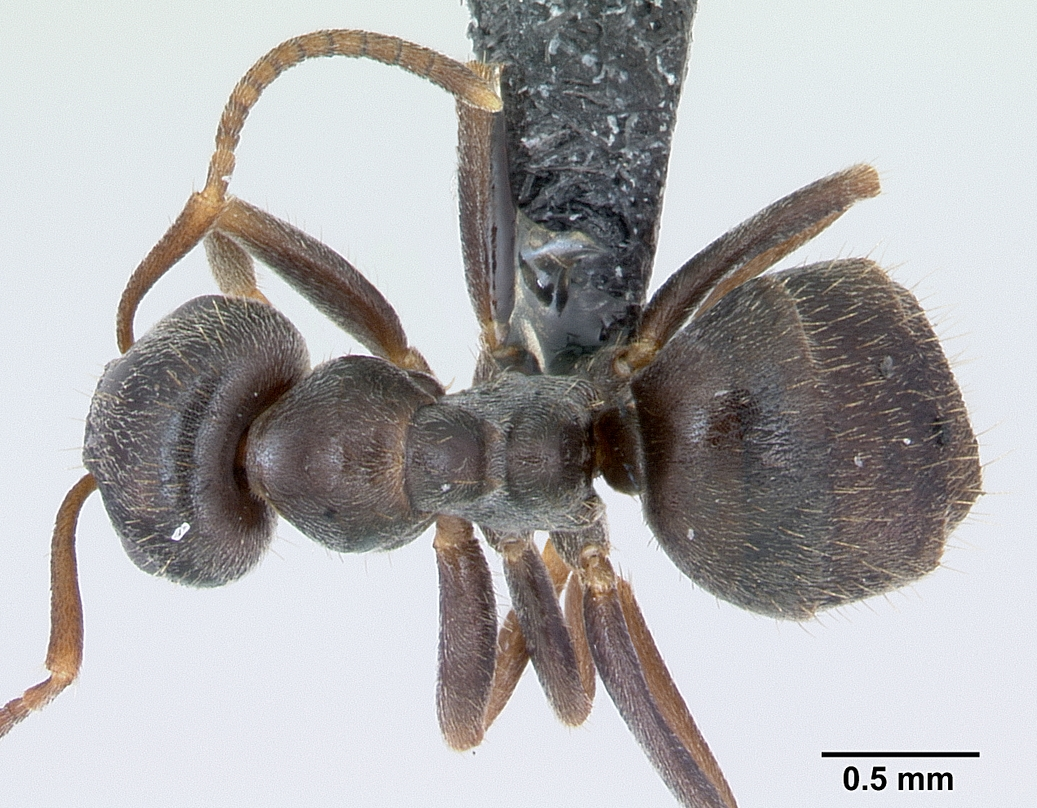
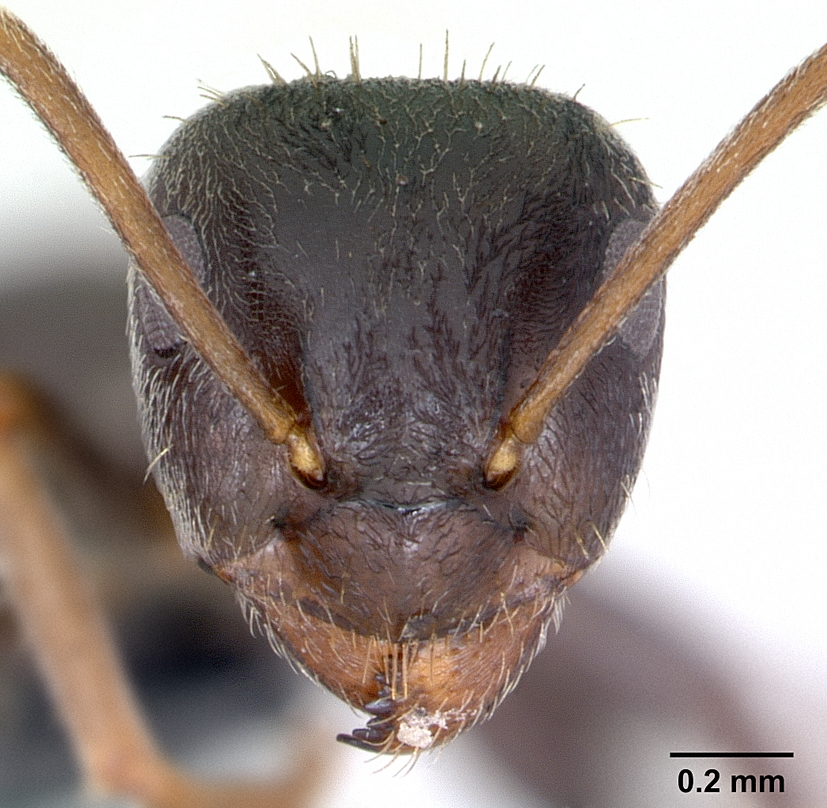